# Massimo Barbieri
Massimo Barbieri (Roma, 16 gennaio 1951 – Roma, 19 gennaio 1982) è stato un criminale italiano, esponente dell'organizzazione malavitosa romana Banda della Magliana.

## Biografia
Nato a Roma nel quartiere Garbatella, si avvicinò al mondo della criminalità attraverso il noto boss Tiberio Cason. Attraverso la sua amicizia con Amleto Fabiani e Maurizio Massaria, venne introdotto nella Banda della Magliana, dove inizialmente metteva in atto scippi e rapine. Tra il 1978 e il 1979 il suo ruolo all'interno dell'organizzazione crebbe, tanto che divenne un punto di riferimento nei quartieri Garbatella e Tor Marancia, nei quali, insieme a Claudio Sicilia.

### Il percorso nella Banda della Magliana
Già nel 1978 ebbe degli screzi con lo stesso Sicilia, poiché si era convinto che andasse a letto con la sua amante, e, l'anno successivo, organizzò un festino con sorella e ex amante (madre di una figlia) di Danilo Abbruciati. L'episodio causò l'ira di Abbruciati stesso, che tentò nel 1980 di ucciderlo, ma, inceppatasi la sua arma, ripiegò su un brutale pestaggio.
A sua volta, Barbieri organizzò la vendetta: raggiunse Abbruciati in vacanza nei pressi di Cerveteri, dopodiché, dalla sua automobile sparò alla nuca di questi; il proiettile però venne trattenuto dalle ossa craniche, e il Camaleonte fu quindi salvo.
Il proiettile non lasciò conseguenze gravi, segnando tuttavia la condanna a morte dell'attentatore.  L'occasione per la vendetta maturò grazie all'operato di Angelo Angelotti, il quale sfrutta il dissidio dell'ex amico con gli esponenti della Banda per sbarazzarsi di lui, in quanto innamorato della moglie. Attirato con una scusa a un festino, venne torturato per ore da Abbruciati e poi finito con vari colpi di pistola. 
Il 18 gennaio 1982 il suo cadavere viene ritrovato in una discarica vicino a Ladispoli in inquietanti condizioni: bruciato, con un occhio perforato da una lama, dei tagli sul viso, il naso spaccato e un proiettile nel cranio e uno al centro della fronte.

## Dopo la morte
Negli anni successivi venne indiziato come uno dei possibili assassini del giornalista Mino Pecorelli, nonché colpevole degli omicidi di Antonio Sbriglione e Umberto Vazzoler.